# Новочеремшанськ
Новочеремшанськ (рос. Новочеремшанск) — село в Новомаликлинському районі Ульяновської області Російської Федерації.
Населення становить 2921 особу. Входить до складу муніципального утворення Новочеремшанське сільське поселення.

## Історія
Від 2004 року входить до складу муніципального утворення Новочеремшанське сільське поселення.

## Населення
| 1959 | 1970  | 1979  | 1989  | 2002  | 2010  |
| ---- | ----- | ----- | ----- | ----- | ----- |
| 7980 | ↘7097 | ↘5062 | ↘3866 | ↘3323 | ↘2921 |